# Aschberg (Vogtland)
Der Aschberg (tschechisch Kamenáč) ist ein 936 m n.m. hoher Berg im Erzgebirge im sächsisch-tschechischen Grenzgebiet bei Klingenthal (Ortsteil Sachsenberg-Georgenthal) im Vogtland, dessen Gipfel in Tschechien liegt. Die Grenze ist in einer Höhe von 917 m.

## Lage und Umgebung
Nahe dem Gipfel befindet sich auf deutscher Seite ein Aussichtsturm und direkt daneben eine Jugendherberge. Das Aschberggipfelplateau ist auf sächsischer Seite besiedelt. Die verstreut stehenden Häuser, ursprünglich Bergbauernhäuser, werden als Aschbergsiedlung bezeichnet.
Auf dem Aschberg befindet sich ein Sendemast, der folgende Frequenzen ausstrahlt:
- UKW 93,7 MHz (MDR Sachsen – Das Sachsenradio) – Leistung: 0,2 kW
- UKW 98,4 MHz (MDR Kultur) – Leistung: 0,2 kW
- UKW 103,5 MHz (Vogtlandradio) – Leistung: 0,05 kW

Der Gipfelpunkt liegt auf tschechischer Seite und besteht aus einer kleinen Felsklippe, die eine im Querschnitt quadratische Säule aus Granit der Königlich-Sächsischen Triangulirung trägt. Es handelt sich um die Station 1. Ordnung Nr. 24. Sie besitzt nur noch historische Bedeutung. Unweit des Gipfels befinden sich weitere Felsklippen mit Wollsackausbildungen, am bekanntesten ist die Felsengruppe Tři skálky (Drei Felsen).
Der Blick über Bublava (Schwaderbach) und Klingenthal hinweg in das Elstergebirge eröffnet eine Fernsicht über böhmisches und sächsisches Bergland in Richtung Kaiserwald, Kapellenberg und der Höhen des nördlichen Böhmerwalds. Ein Aussichtspunkt am Grenzweg unterhalb der Jugendherberge erhielt den Namen Paul-Apitzsch-Blick, wo noch heute eine nach diesem Heimatforscher benannte Sitzbank ⊙ an ihn erinnert und einen der bedeutendsten Aussichtspunkte des sächsischen Vogtlandes bildet.
Am Aschberg befinden sich ein Skihang und die Kammloipe, auf der man über Mühlleithen bis Schöneck oder über Carlsfeld bis Johanngeorgenstadt per Ski fahren kann.

## Geschichte

Kartenausschnitt mit der Ortslage Schwaderbach am Südhang des Aschbergs

Zusammen mit Bergleuten und Hammerschmieden kamen auch einige Glasmacher ins westliche Erzgebirge, die hier begannen, den anstehenden Quarz zu verarbeiten, der sich in mehreren Strängen unter anderem am Aschberg fand. Die weiten, bis dahin nie benutzten Wälder lieferten ihnen genügend Holz für die Schmelzöfen und zum „Äschern“, der Gewinnung von Pottasche aus Holzkohle.
Der Aschberg war auch auf der tschechischen Seite besiedelt. Mit der Vertreibung der deutschen Bevölkerung wurden die Gebäude südlich des Aschberggipfels zurückgebaut.
Am Nordhang lag die von 1923 bis 1940 genutzte Curt-A.-Seydel-Schanze.

## Aussichtsturm
Der 31,91 m hohe Aussichtsturm, benannt nach Otto Hermann Böhm, bietet von seiner 26,64 m hohen Plattform eine weite Aussicht über den böhmischen Teil des Erzgebirges und das Elstergebirge. Östlich reicht der Blick bis zum Fichtelberg und zum Klínovec (Keilberg), nach Süden bis zum Kaiser- und Böhmerwald. Schon 1913 wurde vom Namensgeber des Turms ein Turmbauverein gegründet, um nach seiner schon 1894 entwickelten Idee auf der sächsischen Seite des Aschbergs einen Aussichtsturm zu bauen. Die Pläne konnten aber aus unterschiedlichen Gründen nicht verwirklicht werden und wurden schließlich zu Gunsten der 1929 auf dem Berg gebauten Jugendherberge Aschberg ganz aufgegeben. Erst in den 1990er Jahren wurde die Idee wieder aufgegriffen und schließlich 1999 verwirklicht. Betreiber des Turms, dessen Aussichtsplattform über 154 Stufen erreichbar ist, ist der VSC Klingenthal e. V.

## Wege zum Gipfel
- Vom Parkplatz an der B 283 bei Mühlleithen führt der blau markierte Kammweg, der im Winter als Kammloipe benutzt wird, in Richtung Aschberg. Unweit der Landesgrenze folgt man dem von Morgenröthe-Rautenkranz kommenden rot markierten Weg bis zur Jugendherberge und dem Aussichtsturm (ca. 3 km).
- Von Stříbrná kann man den grün markierten Wanderweg bis zum Gasthaus „Filip“ benutzen, von dort führt der rot markierte Weg weiter bis zum Sporthotel im Ortszentrum von Bublava. Anschließend folgt man dem gelb markierten Weg aufwärts zum Gipfel (ca. 5 km).
- Von Klingenthal führt eine schmale Fahrstraße direkt auf das Gipfelplateau zur Jugendherberge des Aschbergs.

Auf dem rot markierten Weg verläuft der Bergwanderweg Eisenach–Budapest über den Aschberg.

## Galerie

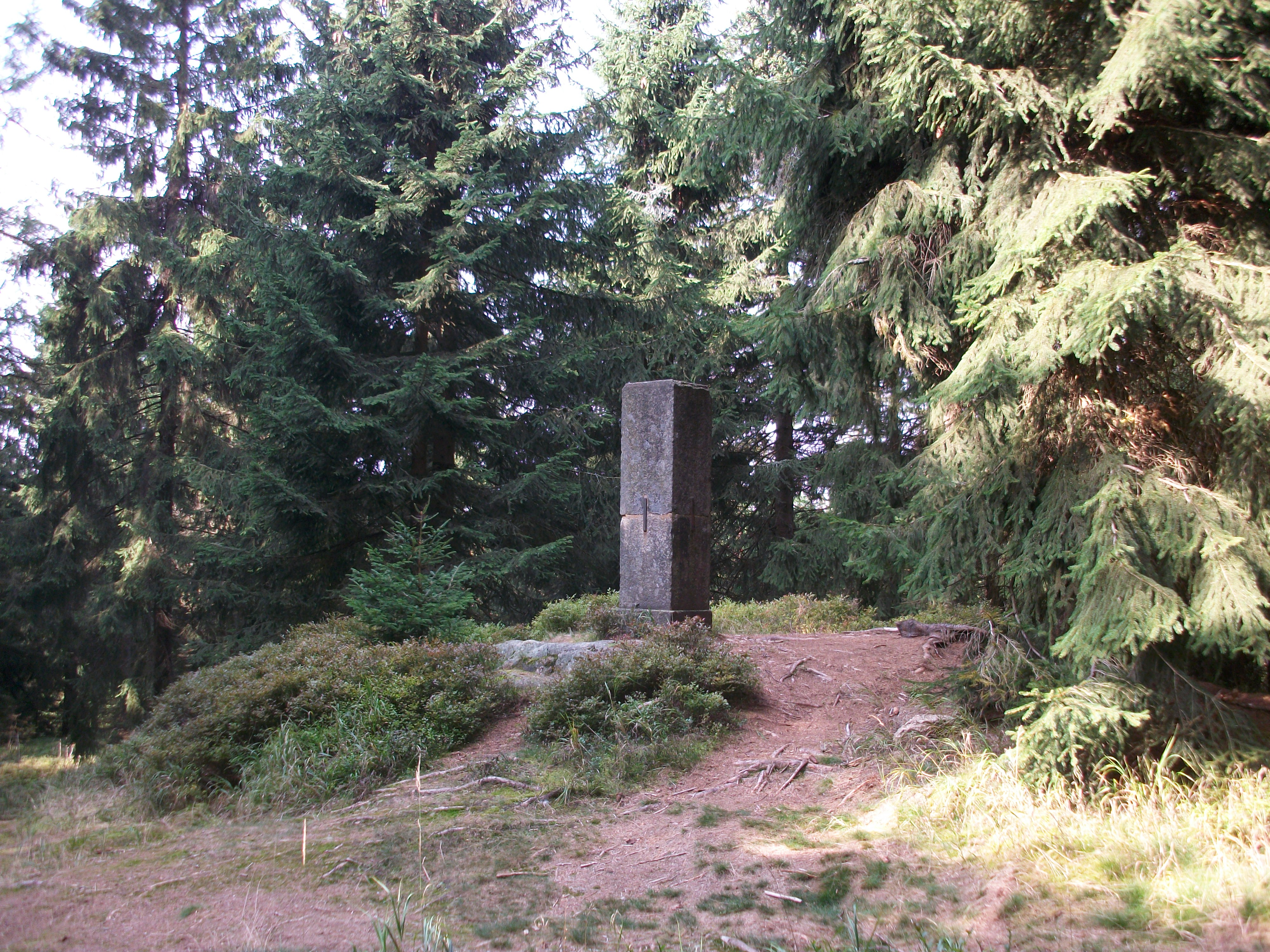
Steinerner Vermessungspunkt auf dem Gipfel
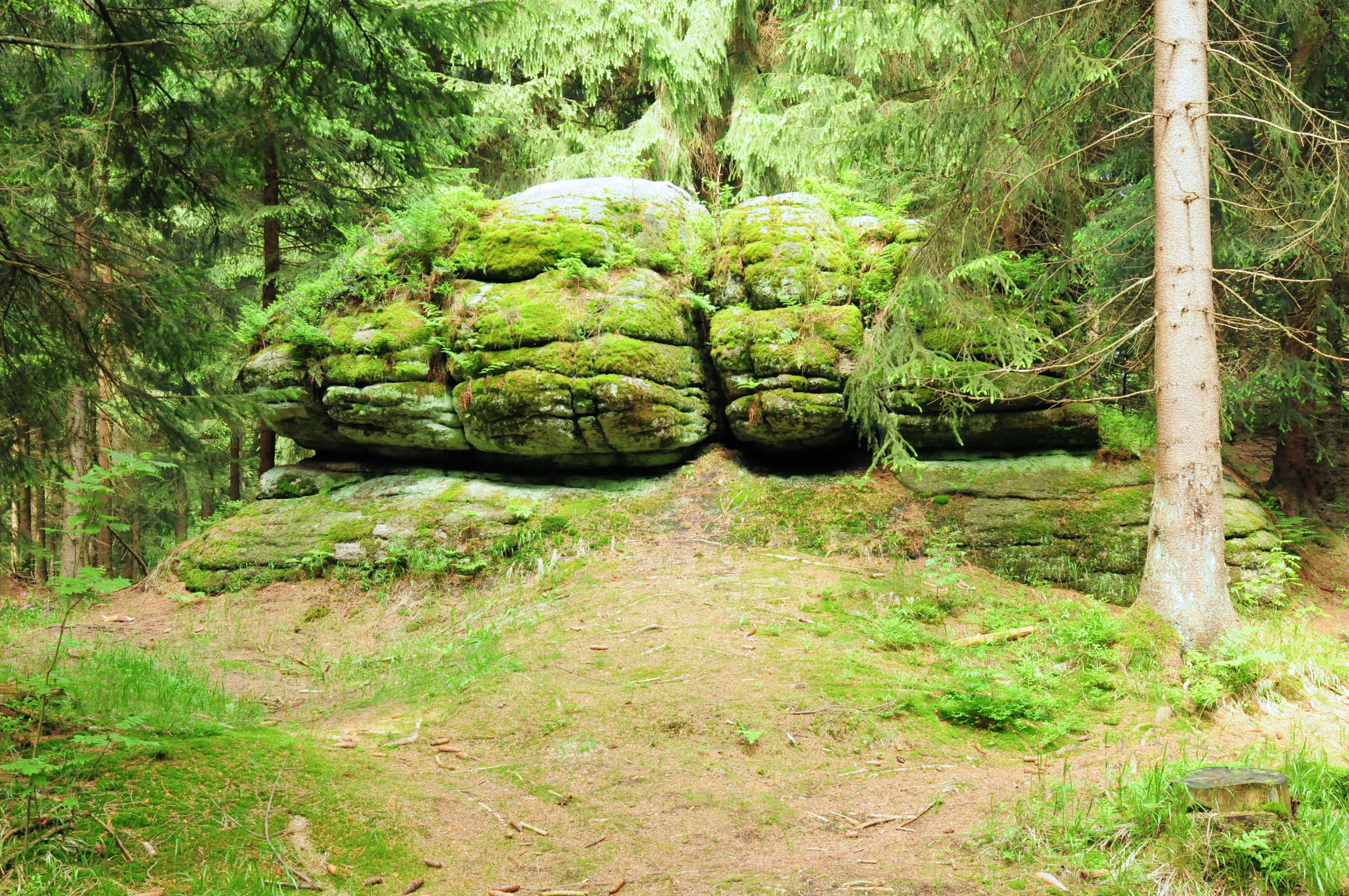
Felsengruppe Aschbergwiege auf dem Gipfelplateau des Aschberges (tschechische Seite)
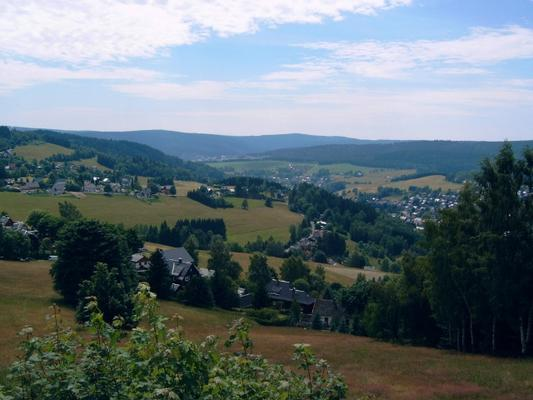
Blick vom Aschberg in Richtung Klingenthal
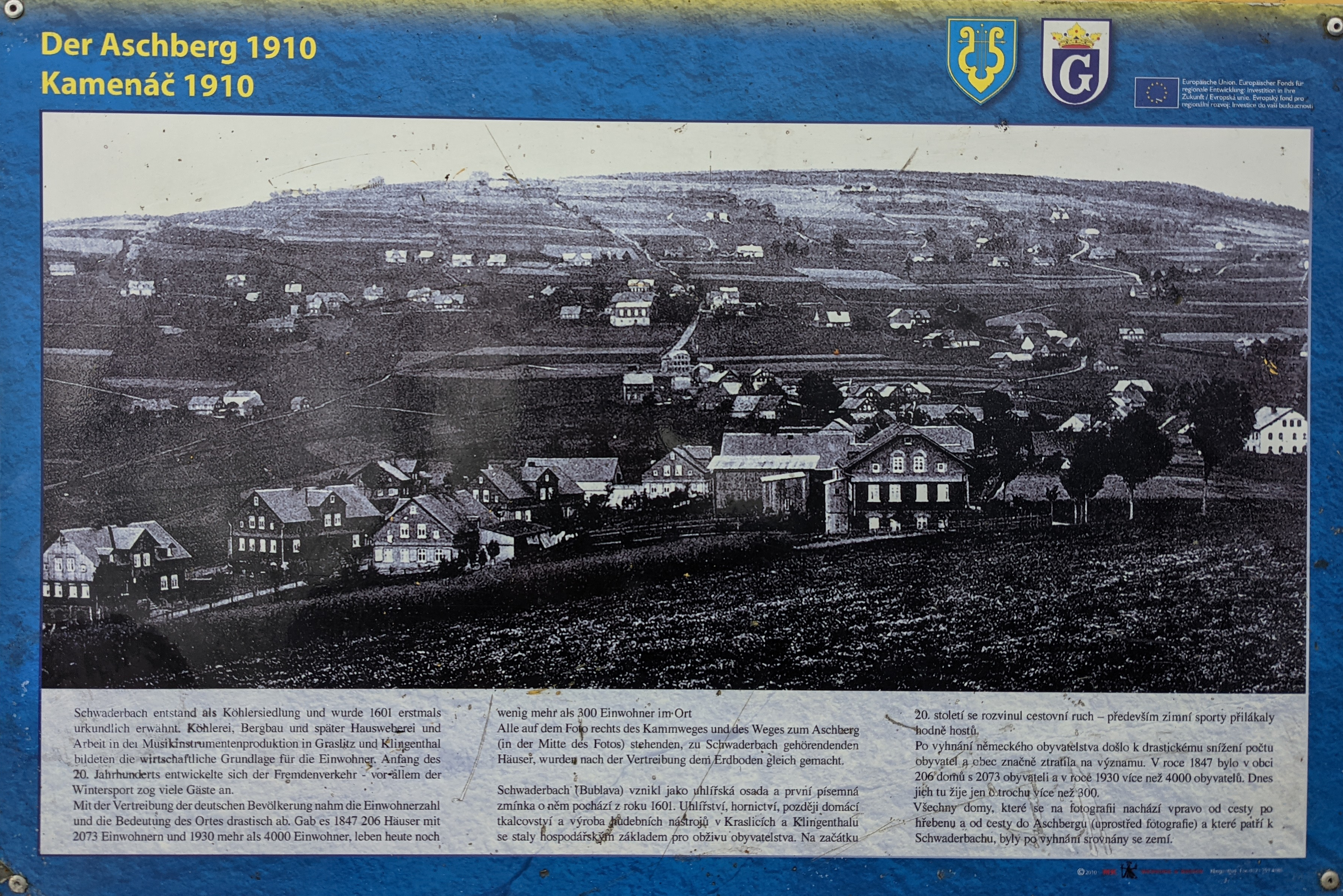
Infotafel zur Geschichte des Aschberges